# Paál József
Paál József (Sárkeresztúr, 1900. június 6. – Budapest, 1977. április 14.) magyar gépészmérnök.

## Életútja
Gépészmérnöki oklevelét 1926-ban szerezte meg a budapesti műegyetemen. Még abban az évben üzemmérnökként helyezkedett el a kaposvári villanytelepen, majd 1927-ben a Ganz Hajógyárban kezdett el dolgozni, ahol a daru- és szállítóberendezési osztályon látott el mérnöki feladatokat. 1945-ben termelési igazgatóvá nevezték ki, 1950-ben pedig az immár Magyar Hajó- és Darugyár néven működő üzem főmérnöke lett. 1961-ben nyugdíjazták, de a következő évtől már az Országos Műszaki Fejlesztési Bizottság szakértőjeként dolgozott.

## Munkássága
Az óbudai Ganz Hajógyár mérnökeként, majd főmérnökeként ő irányította az első hegesztett kivitelű tengeri hajótest tervezését, majd megteremtette ennek gyártási feltételeit. Ugyancsak az ő felügyeletével indult meg az 5 megapondos, 25 méteres gémkinyúlású portáldaruk és 100 megapondos úszódaruk sorozatgyártása és kivitele a Szovjetunióba, Lengyelországba, Görögországba és más balkáni országokba, valamint Líbiába és Brazíliába. Ugyancsak nevéhez fűződik a Duna-tengerjáró hajók korszerűsítése.

### Társasági tagságai és elismerései
Rendes tagként vett részt a Gépipari Tudományos Egyesület munkájában. 1960-ban Bánki Donát-emlékérmet kapott.

## Díjai, elismerései
- Bánki Donát-emlékérem (1960)